# 1972-es Roland Garros
Az 1972-es Roland Garros az év második Grand Slam-tornája, a Roland Garros 71. kiadása volt, amelyet május 22–június 4. között rendeztek Párizsban. A férfiaknál a spanyol Andrés Gimeno, a nőknél az amerikai Billie Jean King nyert.

## Döntők

### Férfi egyes
Andrés Gimeno -  Patrick Proisy 4-6, 6-3, 6-1, 6-1

### Női egyes
Billie Jean King -  Evonne Goolagong 6-3, 6-3

### Férfi páros
Bob Hewitt /  Frew McMillan -  Patricio Cornejo /  Jaime Fillol 6-3, 8-6, 3-6, 6-1

### Női páros
Billie Jean King /  Betty Stöve -  Winnie Shaw /  Christine Truman Janes 6-1, 6-2

### Vegyes páros
Evonne Goolagong /  Kim Warwick -  Françoise Durr /   Jean Claude Barclay 6-2, 6-4